# Dioszkuridész (gemmavésnök)

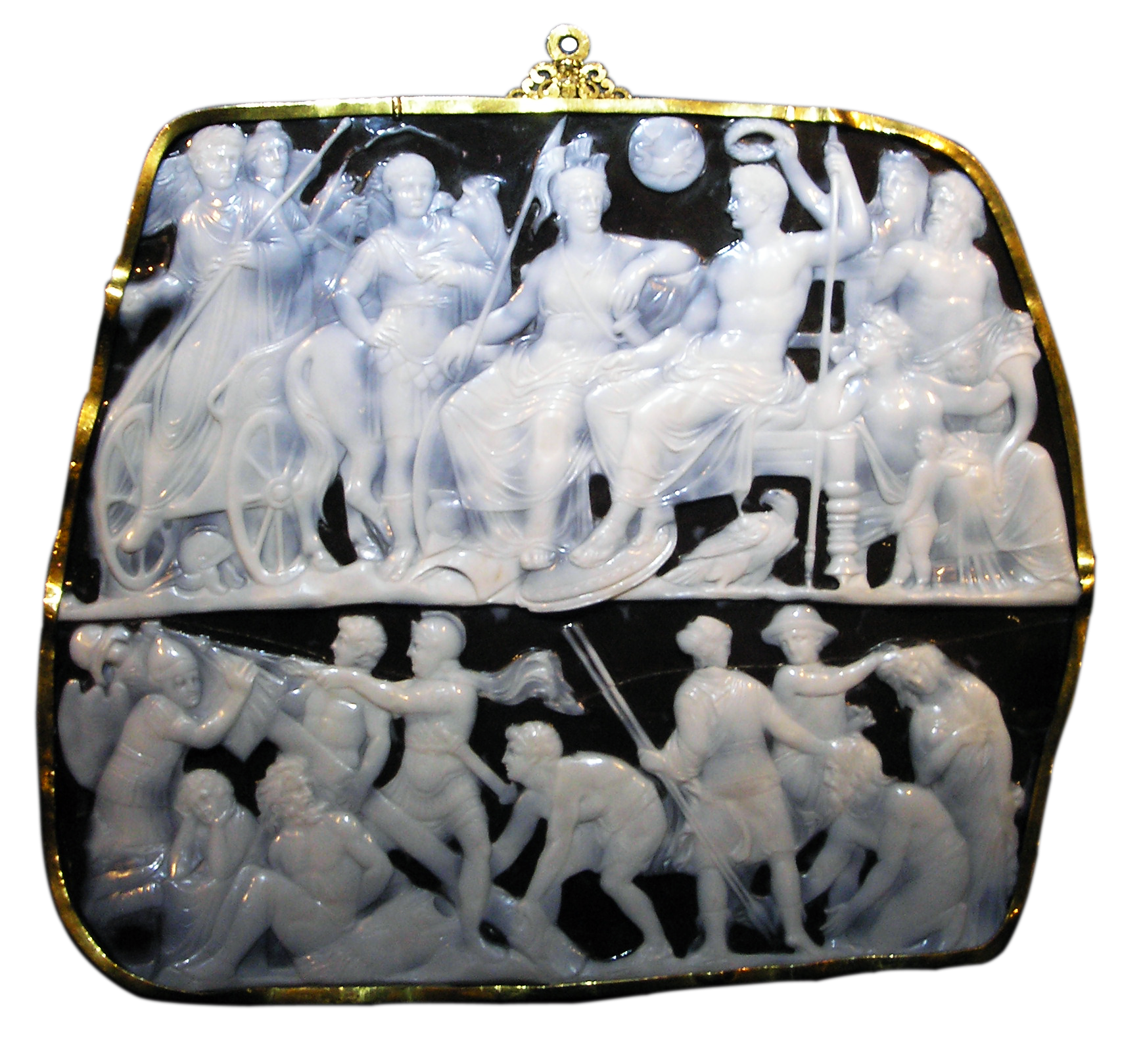
A Gemma Augustea, feltehetően Dioszkuridész munkája

Dioszkuridész, (1. század) görög gemmavésnök. Idősebb Plinius (37,8) írta le, hogy Augustus képmását Dioszkuridész véste gemmába, és tudjuk, hogy ez volt a császárok pecsétje az egész 1. században. Emellett tíz szignált műve maradt fenn. Fiai, Eutükhész, Hérophilosz és Hüllosz szintén kiváló vésnökmesterek voltak.